# Katatonija
Katatonija je sindrom psihičnih in motoričnih motenj. V sedanjem Diagnostičnem in statističnem priročniku duševnih motenj (DSM-IV) Ameriške psihiatrične zveze je ne obravnavajo kot samostojno bolezen, temveč v povezavi s psihiatričnimi stanji, kot so shizofrenija (katatonični tip), bipolarna motnja, posttravmatski stresni sindrom, depresija in druge duševne motnje, kot tudi v zvezi z zlorabo drog in/ali čezmernim odmerkom. Vidimo jo tudi pri številnih drugih boleznih, kot so okužbe (encefalitis), avtoimunske bolezni, fokalne nevrološke lezije (tudi kap) in presnovne motnje. Lahko se razvije kot neželena reakcija na zdravila. Po svojem značaju spominja na letargični encefalitis in nevroleptični maligni sindrom. Zdraviti jo je mogoče medikamentozno z uporabo enega ali več antipsihotikov in benzodiazepinov.
Katatonični bolniki lahko dobršen del svojih motoričnih sposobnosti izgubijo ali pa so nenehno motorično hiperaktivni. Včasih so več ur v rigidnem položaju in se ne odzivajo na zunanje dražljaje. Katatonično vznemirjeni bolniki lahko nezdravljeni umrejo zaradi izčrpanosti. Bolezen se lahko kaže tudi s stereotipnimi, ponavljajočimi se gibi. Lahko gre za posebne vrste gibov, ki jih imenujemo »voskasta fleksibilnost«, pri čemer ostajajo v položaju, v katerega jih postavimo, ali pa so paratonični (gegenhalten), pri čemer se gibanju upirajo sorazmerno s silo, ki jo uporabi preiskovalec. Včasih ponavljajo fraze brez pomena ali pa na preiskovalčeva vprašanja le ponovijo njegove besede.
Klinikom katatonije pogosto ne uspe razpoznati. Za motnjo se je zanimanje nedavno spet povečalo, hkrati s priporočili, da se obravnava kot samostojno bolezen. Nekateri menijo, da je razmeroma prezrta zato, ker so priporočena zdravila na razpolago v poceni generičnih oblikah, in tako nobena farmacevtska družba nima finančnih razlogov za sponzoriranje izobraževanja zdravnikov ali za oglaševanje.

## Tipi
Stupor je negibno apatično stanje, v katerem se oseba ne zanima ali ne reagira na zunanje dražljaje. Motorične aktivnosti skorajda ni. Osebe v tem stanju vzpostavljajo zelo malo ali ne vzpostavljajo očesnega stika z drugimi in so lahko neme in rigidne. Dolgo časa lahko ostanejo v določenem položaju, nato pa preidejo neposredno v drug položaj.
Katatonično vznemirjenje je stanje konstantne nemirnosti in vznemirjenosti. Osebe v tem stanju so skrajno, vendar brezciljno, hiperaktivne.

## Zdravljenje
Začetno zdravljenje je usmerjeno v blaženje katatoničnega stanja. Prvo zdravilo so benzodiazepini, ki jih je pogosto treba dajati v visokih odmerkih. Testni odmerek 1–2 mg lorazepama intramuskularno pogosto povzroči izrazito izboljšanje že v pol ure. V Franciji se v diagnostiki uporablja tudi zolpidem, pri katerem pride do odziva v enakem času. Končno je treba zdraviti osnovni vzrok. Učinkovita terapija za katatonijo kot tudi večino vzrokov zanjo (npr. psihoza, manija, depresija) je elektrokonvulzivna terapija. Antipsihotike je treba uporabljati previdno, saj lahko katatonijo poslabšajo in so vzrok nevroleptičnega malignega sindroma, nevarnega katatoniji podobnega stanja, ki zahteva takojšnje prenehanje z zdravilom.